# Frans Aerenhouts
Frans Aerenhouts (Wilrijk, 4 de julio de 1937-Wilrijk, 30 de enero de 2022) fue un ciclista belga, profesional entre 1957 y 1967, cuyos mayores éxitos deportivos los logró en la Vuelta a España donde conseguiría una victoria de etapa en la edición de 1963, y en la Gante-Wevelgem donde se impondría en 1960 y 1961.

## Palmarés
| 1957 - 1 etapa en el Tour de Limburgo - Tour de Berlín 1958 - Charleroi (haciendo pareja con Rik van Steenbergen) - 1 etapa en la Omloop van het Westen - 1 etapa en el Tour de l'Oest - 3.º en el Campeonato de Bélgica en Ruta 1959 - Campeonato de Bélgica Interclubs (haciendo pareja con Rik van Steenbergen) - 1.º en el Stadsprijs Geraardsbergen 1960 - Gante-Wevelgem | 1961 - Campeonato de Bélgica Interclubs (haciendo pareja con Rik van Steenbergen) - Gante-Wevelgem 1963 - 1 etapa de la Vuelta a España - 3.º en el Campeonato de Bélgica en Ruta 1965 - Gran Premio de la Villa de Zottegem 1967 - Gran Premio de Antibes |

## Resultados en las grandes vueltas

### Resultados en el Tour de Francia
- 1961. 17º de la clasificación general
- 1963. 42.º de la clasificación general
- 1964. 75.º de la clasificación general
- 1965. 61.º de la clasificación general

### Resultados en la Vuelta a España
- 1963. 12º de la clasificación general y 1 etapa
- 1964. 31.º de la clasificación general

### Resultados en el Giro de Italia
- 1963. Abandonó